# Oliver F. Atkins

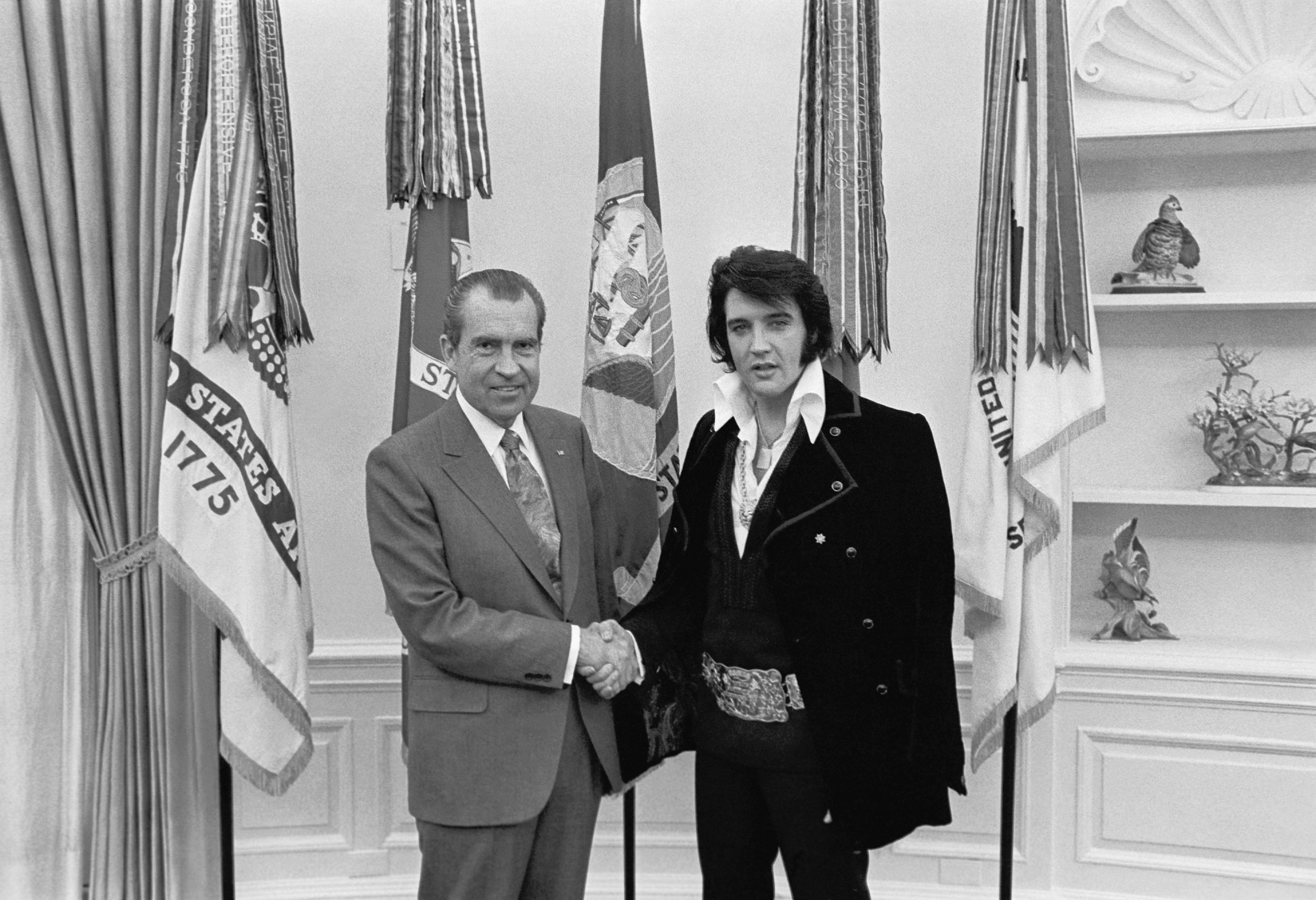
Elvis Presley a Richard Nixon

Oliver F. (Ollie) Atkins (18. února 1917 v Hyde Parku v Massachusetts – 24. ledna 1977) byl americký fotograf, který pracoval pro Saturday Evening Post a byl hlavním oficiálním fotografem Bílého domu za úřadu prezidenta Richarda Nixona v letech 1969 – 1973.

## Mládí a kariéra
Narodil se v roce 1917 v Hyde Parku v Massachusetts a vyrůstal v New Yorku. Na University of Alabama vystudoval žurnalistiku, kterou ukončil v roce 1938. Vzhledemk práci u Birmingham Post jeho pozice rychle rostla až se stal hlavním fotografem novin. Alabamu opustil v roce 1940 a pracoval pro The Washington Daily News. V roce 1942, po vstupu Spojených států do druhé světové války, začal pracovat pro Americký Červený kříž. V této funkci dokumentoval kampaň v Africe, invazi na Sicílii, v jižní Itálii a spojenecké invaze v jižní Francii a v Německu.

## Poválečné období a Nixon
Když válka skončila, fotografoval pro Saturday Evening Post. Pro Post cestoval po světě a portrétoval takové historické osobnosti, jako byli například Tito, de Gaulle nebo Gamal Abdel Nasser. Když Nixon začal předvolební kampaň na prezidenta v roce 1968, stal se jeho osobním fotografem a doprovázel jej na jeho předvolebních cestách. Když byl Nixon zvolen prezidentem, získal místo oficiálního dvorního fotografa v Bílém domě. V této pozici fotografoval prezidenta s mnoha hlavami států a osobnostmi. Atkinsonovou nejžádanější fotografií je tajná schůzka Nixona s Elvisem Presleym, která proběhla 21. prosince 1970. Elvis i Nixon si přáli udržet setkání v tajnosti, neboť Nixonova obliba strmě klesala a Elvis plánoval comeback; ani Nixonovi ani Elvisovi příznivci by neporozuměli setkání těchto osobností. Snímek je jedním z nejvíce požadovaných v archivu National Archives and Records Administration a je populárnější než Listiny základních práv a ústava Spojených států.
Zatímco pracoval pro Nixona, byl členem sdružení National Press Photographers Association. Jako člen Asociace byl šéfem výboru Freedom of Information Committee (Svobodný přístup k informacím).
Po Nixonově rezignaci v roce 1974, začal Atkins pracovat pro vydavatele Saturday Evening Post Curtis Publishing Company v Indianapolis, kde se stal vice prezidentem.
Za svou práci získal několik ocenění, včetně White House News Photographers' Association Grand Award, Graflex All American Photo Contest Portrait Award a ocenění National Press Photographers' Association Personalities Award.
Stovky jeho snímků spadají do kategorie public domain a jsou k dispozici na úložišti obrázků Wikimedia Commons.

## Smrt a odkaz
Zemřel na rakovinu 24. ledna 1977. Archiv Special Collections and Archives na univerzitě George Mason University má ve svých sbírkách asi 60 000 Atkinsových fotografií.

## Galerie fotografií

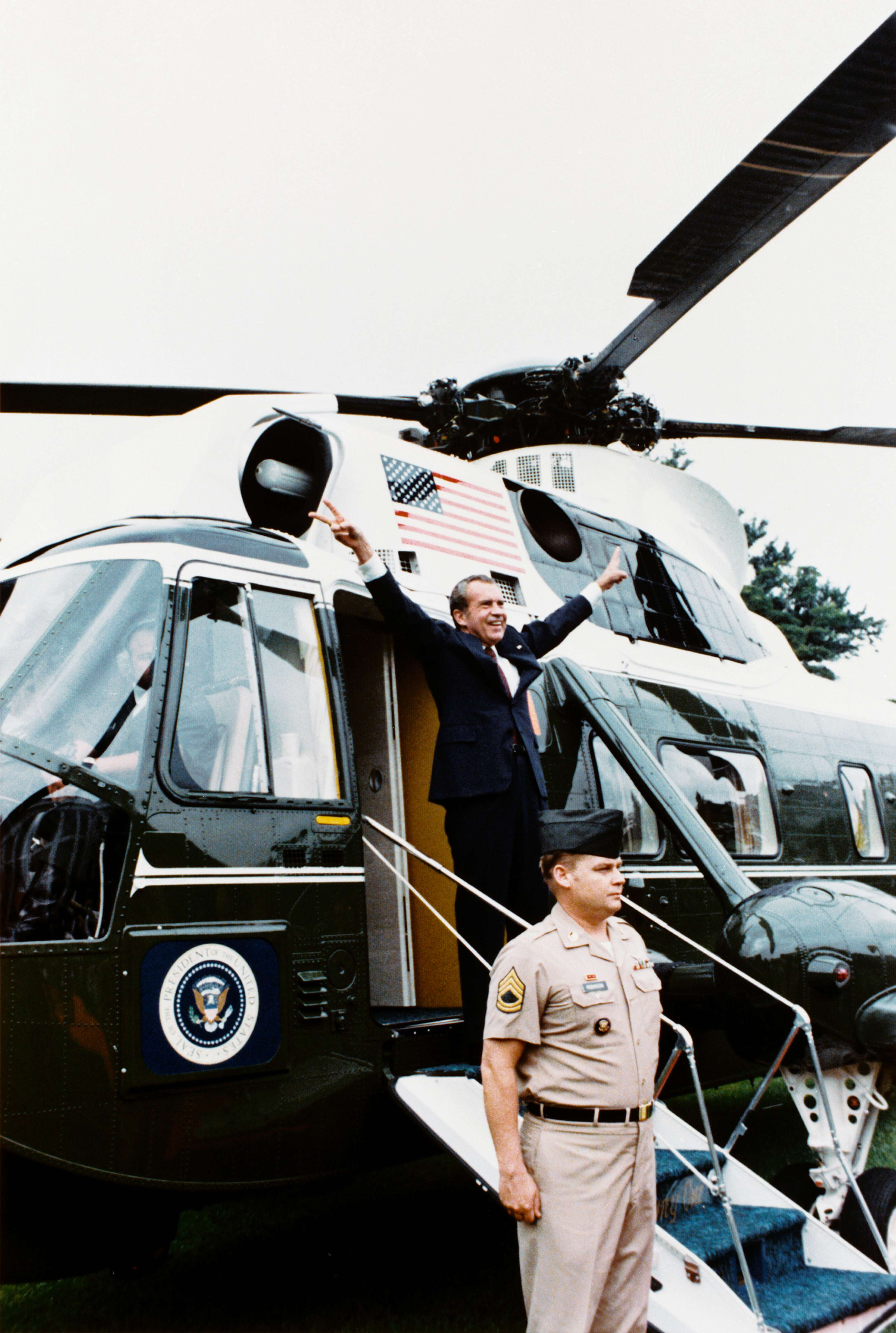
Nixonova rezignace a rozloučení
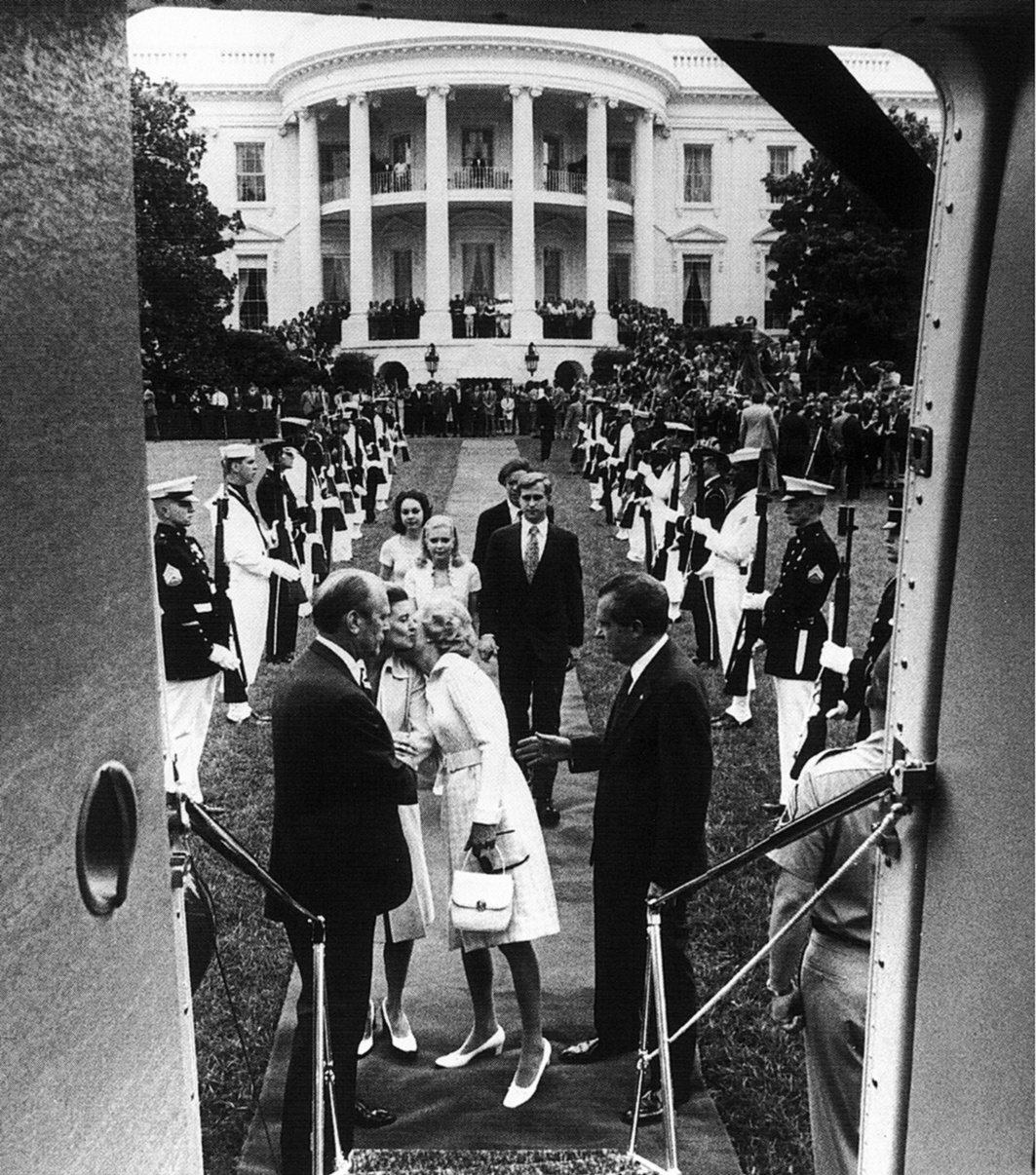
Nixon opouští Bílý dům
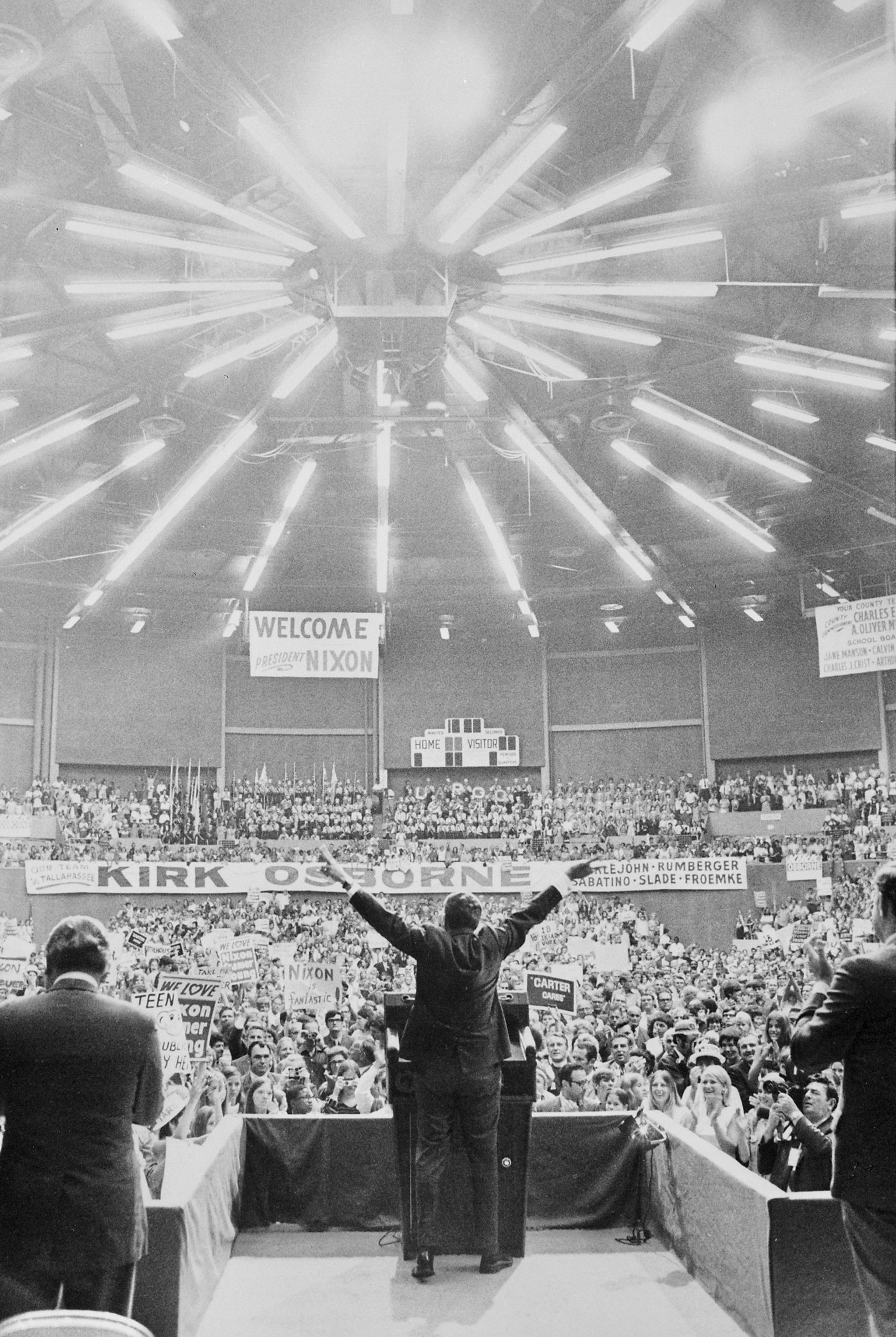
Nixon hovoří k davu, Florida
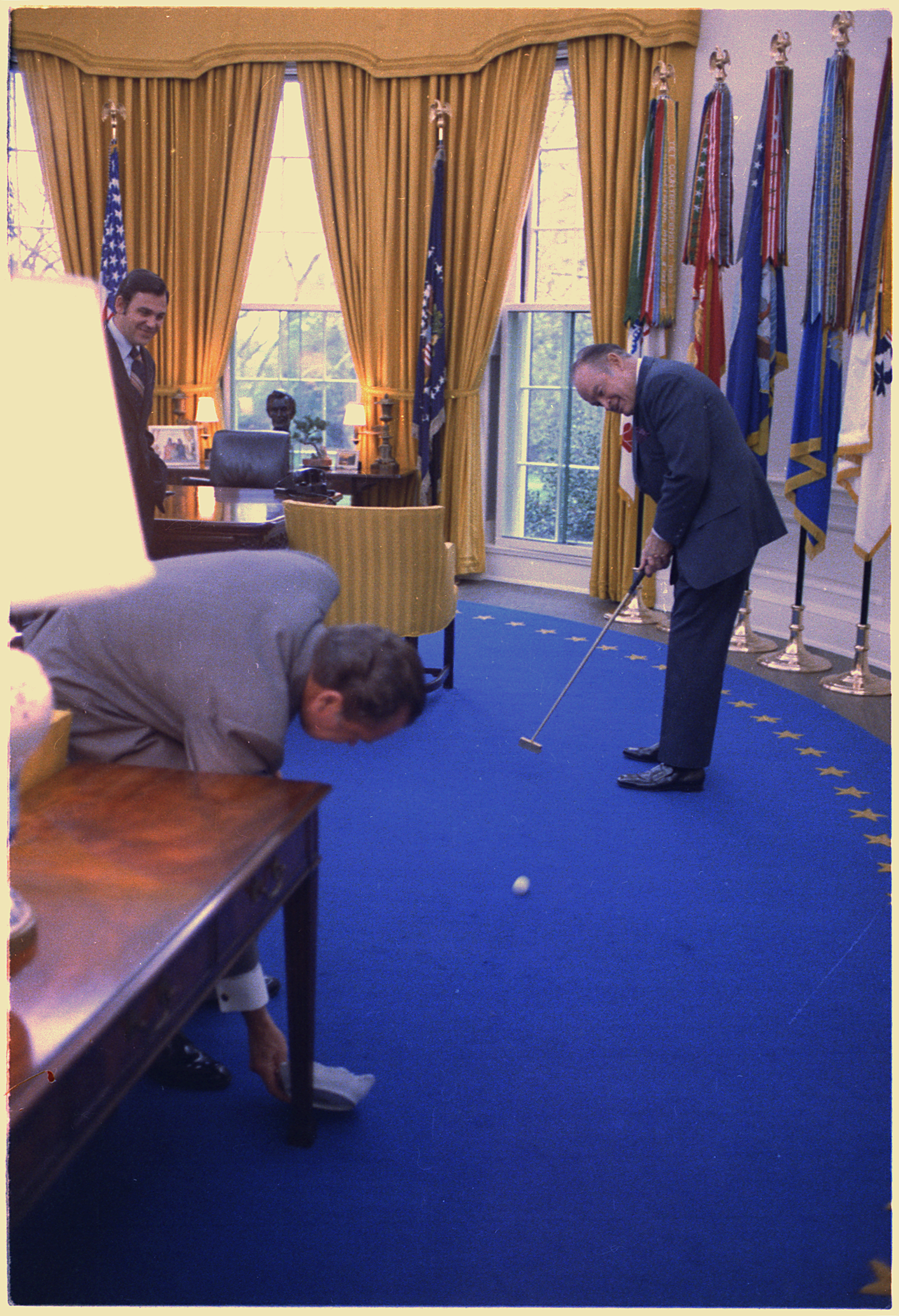
Bob Hope patuje do popelníku, který drží prezident Nixon
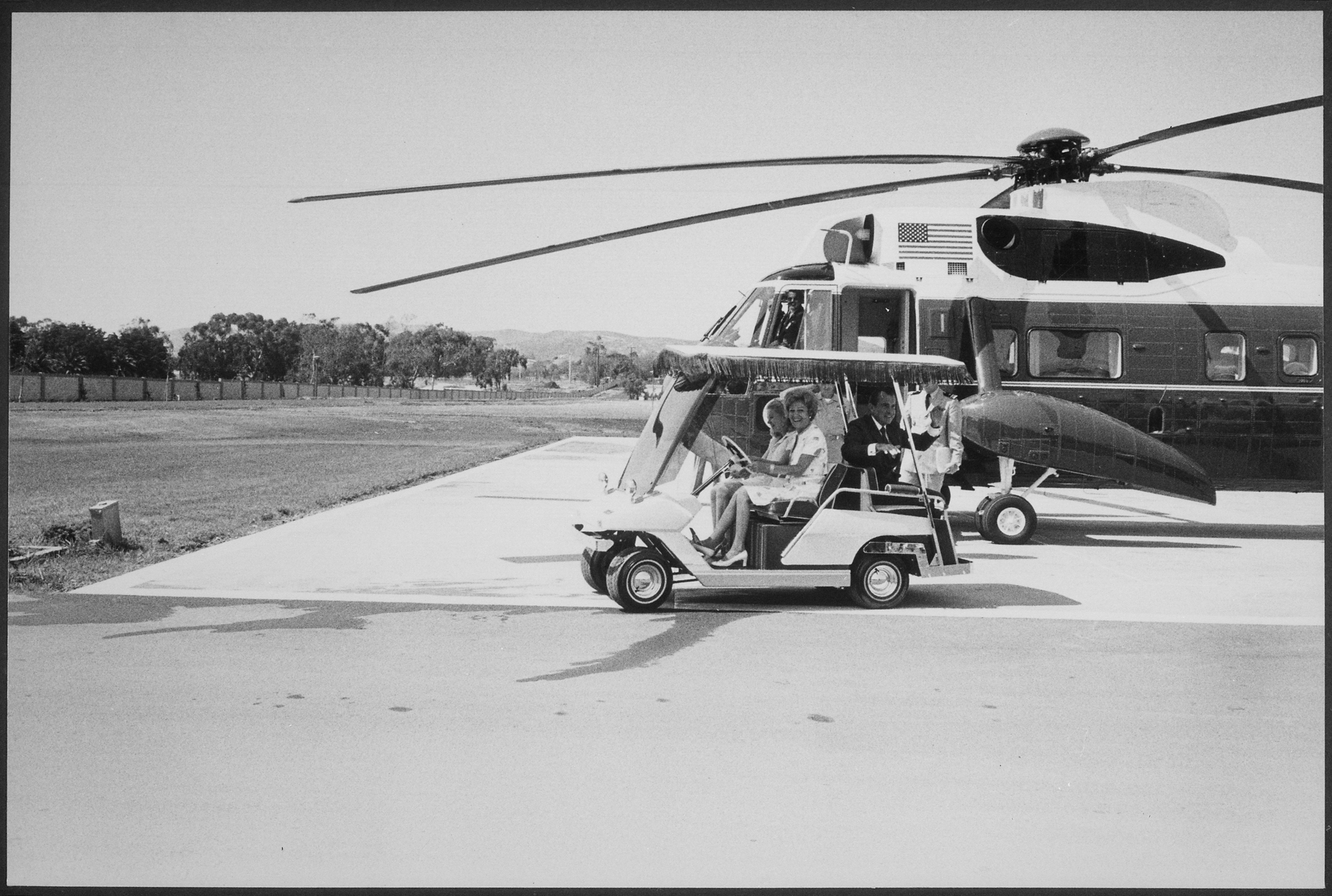
Prezident, paní Nixonová a Tricia Nixonová v golfovém vozíku